# Parasteatoda vervoorti
Parasteatoda vervoorti là một loài nhện trong họ Theridiidae.
Loài này thuộc chi Parasteatoda. Parasteatoda vervoorti được Pater Chrysanthus miêu tả năm 1975.